# Thisness
Thisness ist ein Jazzalbum von Miles Okazaki. Die um 2021 entstandenen Aufnahmen erschienen am 29. April 2022 auf Pi Recordings.

## Hintergrund
2017 legte der Gitarrist Muies Ozaki ein erstes Album mit seiner Band Trickster vor, aufgenommenen mit Craig Taborn am Piano, Anthony Tidd am Kontrabass und Sean Rickman am Schlagzeug. Es folgten die Alben The Sky Below (2019) und Trickster's Dream (2020), bei denen für Taborn der Pianist Matt Mitchell in die Band kam. Für das vierte Album Thisness nahm der Gitarrist Kompositionen für sein Quartett auf, das aus Matt Mitchell, Anthony Tidd am E-Bass und Sean Rickman am Schlagzeug besteht.
Das Album besteht aus einer Reihe von Themen, die gemischt und auf unterschiedliche Weise verbunden werden, um vier große Sätze zu bilden. Okazaki beschrieb den Prozess in den Liner Notes:
„Unsere vorherigen Alben bestanden aus dem, was ich einfach Songs nennen würde, aber für dieses Projekt entschied ich mich, das Format zu erweitern. Die Absicht war, […] zu kollektiven Improvisationen zu erweitern. Komponist war er meine Aufgabe, einige Ideen einzubringen, sie in Gang zu setzen und dann zuzuhören, zu versuchen, den Wert zufälliger Ereignisse an Übergangspunkten in der Musik zu erkennen und die Band auf den Weg zu führen, der sich möglicherweise öffnet, […] der undefinierte Raum, in dem sich Logik auflöst und Kreativität gedeiht.“
Die Musik schöpft aus einigen Inspirationsquellen, die kreative Elemente miteinander verbunden haben: ein magischer „weit entfernter Ort“ namens Salt Creek nach einem Aquarell von Linda Okazaki, die Schriften zum Surrealismus von Robin D.G. Kelley, Architekturkonzepte des Produzenten David Breskin und die Poesie von Sun Ra.

## Titelliste
- Miles Okazaki: Thisness (Pi Recordings Pi93)[1]

1. In Some Far Off Place 9:27
2. Years in Space 10:04
3. I’ll Build a World 10:00
4. And Wait for You 9:34

Die Kompositionen von stammen Miles Okazaki.

## Rezeption
„Zuckende Schönheit, treibender Rhythmus, schwer fassbare Bedeutung“, schrieb Robin D.G. Kelly in den Liner Notes des Albums; dies sei „ein spontanes und unvorhersehbares Kunstwerk, entsprechend disharmonisch, subversiv übereinstimmend, ein Pendel, das den Käfig der Zeitlichkeit zerquetscht. Das ist Surrealismus in der Praxis. Das ist Jazz. Das ist Freiheit.“
Nate Chinen schrieb in Take Five bei WBGO, Thisness bestätige das außergewöhnliche Maß an Intuition, das Okazaki mit seinen Partnern in der Gruppe entwickelt habe: dem Keyboarder Matt Mitchell, dem E-Bassisten Anthony Tidd und dem Schlagzeuger Sean Rickman. Als Gitarrist und Komponist, der sich normalerweise für komplizierte Designs interessiert, baue Okazaki dieses Album auf einer offeneren Grundlage auf; er vergleiche den Prozess mit dem surrealistischen Gesellschaftsspiel, das als „exquisite Leiche“ bekannt ist. Beim Hören von „In Some Far Off Place“ könne man einige Drehpunkte bemerken – Momente, in denen ein oder mehrere Mitglieder des Ensembles die Musik in eine neue Richtung lenken. Das Ergebnis sei ein Stück, das sich von Kammermusikalischer Stille zu gebrochenem Funk ausbreite, von einem Moment auf den anderen unvorhersehbar – aber zu jeder Zeit einer gemeinsamen Logik verpflichtet.
Jeder der vier Sätze, aus denen Okazakis Album besteht, verleihe dem Hörerlebnis eine gewisse Konsistenz und Ausgewogenheit, schrieb Martin Johnson in JazzTimes. Zuweilen hole sich jedes Mitglied einen Sound aus dem glockenförmigen Portfolio des Jazz-Funk und abstrahier ihn, sodass die Musik gleichzeitig vertraut und neu klinge. Ob vorne oder im unterstützenden Gewebe von Texturen, Okazaki spiele immer so, als würde er nach tieferen Klängen suchen. Manchmal folgt ihm Mitchell genau und manchmal spiele er kontrastierende Linien, die die Suche des Bandleaders stark erleichtern. Rickman und Tidd würden ähnliche Strategien verfolgen, wenn auch auf weniger durchsetzungsfähige Weise.
Will Layman (Pop Matters) zählte  zu den besten Alben des Jahres; Miles Okazakis skizzenhafte Kompositionen seiend melodische Atmosphären mit geschriebenen Linien, die sich immer wieder – wie auf einem imaginären Platz – kreuzten. Die Band bewege sich zwischen diesen Orten mit informellen Hinweisen und schaffe ein frei fließendes Anmutung, wie eine Flussreise. Die Musiker würden selten einzelne Soli nehmen, sondern igemeinsam mprovisieren, wobei die Gitarre zum Beispiel in „Years in Space“ an die Oberfläche schwinge, bevor Mitchells Klavierspitzen und -kamm kräuselt. Das Geben und Nehmen und der harmonisch vage Kontrapunkt seien normalerweise üppig, nehmen hier aber ein oder zwei Tauchgänge in Anspruch, um zackig zu werden. Beide klängen wunderbar, und in den Momenten, in denen Klavier und Gitarre in ausgeschriebene Melodien eingreifen, sei die Wirkung eine Offenbarung. Man kaönne es eine Mischung aus der Harmonie und dem Komfort einer alten Fusion-Session mit den Ambitionen der heutigen Avantgarde beschreiben.